# Golden Road (альбом)
Golden Road — третий студийный сольный альбом австралийского исполнителя кантри-музыки Кита Урбана, выпущенный в 2002 году. В чарте журнала «Billboard» Top Country Albums он достиг позиции № 2 и провёл в общей сложности 108 недель в чартах. Он также достиг места № 11 в хит-параде Billboard 200.
В 2022 году альбом был включен в список лучших кантри-альбомов в истории The 100 Greatest Country Albums of All Time журнала «Rolling Stone» (№ 98).
Первая песня с этого альбома «Somebody Like You», вышла в свет в 2002 году. Далее из альбома вышло четыре сингла, которые попали в чарт Hot Country Songs. В порядке выхода, это были: «Somebody Like You», «Raining on Sunday», «Who Wouldn’t Wanna Be Me» и «You’ll Think of Me».
Хотя сингл «Raining on Sunday» (который первоначально был записан в 1999 году певцом Рэдни Фостером (Radney Foster) в альбоме «See What You Want to See») и достиг позиции № 3 в чартах страны, все остальные синглы стали хитами № 1; сингл «You’ll Think of Me» также попал в чарт Adult Contemporary, где достиг позиции № 2. Песня «You Look Good in My Shirt» достигала позиции № 60 в кантри-чартах по стране без опубликования на радио. Она была перезаписана и переиздана Китом в июне 2008 года в качестве бонус-трека к его альбому «Greatest Hits: 18 Kids», который в дальнейшем был переименован в «Greatest Hits: 19 Kids».
Также в этот альбом включена кавер-версия песни «Jeans On», поп-хита 1970-х годов, исполнителя Лорда Дэвида Дандаса (Lord David Dundas).
По классификации CRIA, альбом получил статус дважды платинового.

## Список композиций
| №                   | Название                    | Автор(ы)                                | Длительность |
| ------------------- | --------------------------- | --------------------------------------- | ------------ |
| 1.                  | «Somebody Like You»         | Keith Urban, John Shanks                | 5:23         |
| 2.                  | «Who Wouldn’t Wanna Be Me»  | Keith Urban, Monty Powell               | 4:15         |
| 3.                  | «Whenever I Run»            | Keith Urban, John Shanks, Shelly Peiken | 3:39         |
| 4.                  | «What About Me»             | Keith Urban, Rodney Crowell             | 3:52         |
| 5.                  | «You'll Think of Me»        | Darrell Brown, Dennis Matkosky, Ty Lacy | 4:53         |
| 6.                  | «Jeans On»                  | Lord David Dundas, Roger Greenway       | 3:33         |
| 7.                  | «You Look Good in My Shirt» | Mark Nesler, Tony Martin, Tom Shapiro   | 3:47         |
| 8.                  | «You’re Not Alone Tonight»  | Keith Urban                             | 3:31         |
| 9.                  | «You Won»                   | Keith Urban, Rodney Crowell             | 5:21         |
| 10.                 | «Song For Dad»              | Keith Urban                             | 3:56         |
| 11.                 | «Raining on Sunday»         | Darrell Brown, Radney Foster            | 4:45         |
| 12.                 | «You’re Not My God»         | Keith Urban, Paul Jefferson             | 8:31         |
| Общая длительность: | Общая длительность:         | Общая длительность:                     | 53:40        |

- Скрытая композиция «One Chord Song» (Urban) — 2:13[3]

## Сертификации
| Регион                                                      | Сертификация  | Продажи    |
| ----------------------------------------------------------- | ------------- | ---------- |
| Австралия (ARIA)                                            | Платиновый    | 70 000^    |
| Канада (Music Canada)                                       | 2× Платиновый | 200 000^   |
| США (RIAA)                                                  | 3× Платиновый | 3 000 000^ |
| ^ Данные о тиражах приведены только на основе сертификации. |               |            |